# Дзанотти, Джампьетро
Джампьетро Дзанотти (итал. Giampietro Zanotti; 1674, Париж — 1765, Болонья) — итальянский художник болонской школы, писатель и историк искусства периода позднего барокко и начала рококо. Основатель Академии Клементина в Болонье.

## Биография

Медаль в честь Джампьетро Дзанотти и основания Академии Клементина в Болонье. Конец XVIII века

Начал активную карьеру в качестве художника, но ныне более известен как писатель и историк искусства. Учился живописи в Болонье, в мастерской Лоренцо Пазинелли. Автор ряда картин в духе классицизма, в основном, на мифологические и библейские темы.
Был дружен со многими выдающимися учёными, писателями и художниками своего времени. Кроме живописи, живо интересовался историей, литературой и театром. Сам создал несколько пьес (трагедия «Didone», комедия «L’Ignorante Presuntuoso»). Был автором нескольких книг, посвященных художникам Болоньи и истории первых десятилетий болонской Академии искусств.
В историю Дзанотти вошёл и как один из основателей Болонской Академии искусств при поддержке местных художников и богатого мецената и художника Эрколе Фава. «Академия живописцев» (Accademia dei Pittori) была торжественно открыта в доме Луиджи Фердинандо Марсили 2 января 1710 года. Её статут был утвержден папой Климентом XI в октябре 1711 года, и академия получила название «Академия Клементина» (Accademia Clementina).
Дзанотти впоследствии воссоздал историю первых десятилетий академии, которая была опубликована в 1739 году в двух книгах. Большинство печатных произведений Дзанотти было и в дальнейшем так или иначе связано с деятельностью художественной академии в Болонье. Его письменные работы также включают в себя биографию своего учителя живописи (1703); пересмотренное издание 1686 года знаменитого путеводителя историка искусства Карло Чезаре Мальвазиа, книги о творчестве художника Пеллегрино Тибальди в 1756 году и другие публикации.
В 1710 году Дзанотти выступал в защиту работ живописца Гвидо Рени и участвовал в полемике относительно понятий «деликатность» и «слабость» в живописи.
Был женат. Его сын стал математиком и астрономом. Родной брат художника — философ, историк искусства и писатель Франческо Мария Дзанотти.

## Избранные публикации
- Zanotti, Giampietro. Storia dell'Accademia Clementina di Bologna Aggregata all'Instituto delle Scienze e dell'Arti Volume One containing first and second book (итал.). — Lelio dalla Volpe, Bologna, 1739.
- Zanotti, Giampietro. Storia dell'Accademia Clementian di Bologna Aggregata all'Instituto delle Scienze e dell'Arti Volume Two containing first and second book (итал.). — Lelio dalla Volpe, Bologna, 1739.
- Zanotti, Giampietro. Didone, Tragedia (неопр.). — Constantino Pisarri, Bologna, 1718.
- Zanotti, Giampietro. L'Ignorante Presuntuoso, Commedia (неопр.). — Marchionis Salsae, Bologna, 1743.
- Zanotti, Giampietro. Alcune Operette (неопр.). — Tipografia Alvisopole, Venice, 1830.
- Giovanni Gioseffo Dal Sole (Биография)
- Avvertimenti per l’incamminamento di un giovane alla pittura

## Избранные картины

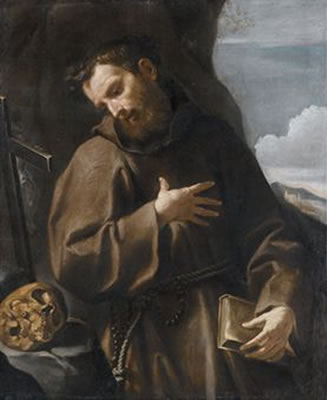
Д. Дзанотти. Франциск Ассизский
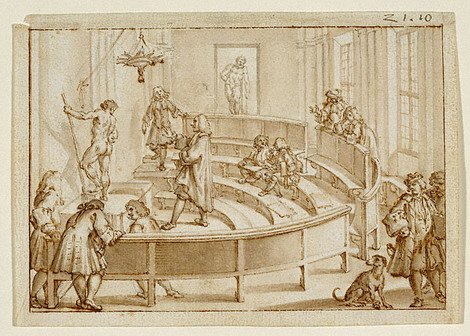
Д. Дзанотти. Натурный класс художественной Академии Клементина, 1739, Музей Гетти, Калифорния.